# Myopias bidens
Myopias bidens é uma espécie de formiga do gênero Myopias, pertencente à subfamília Ponerinae.